# 上海市高行中学
上海市高行中学是上海浦东新区一所全日制区实验性示范性高中，该校创建于1947年。学校在1953年改制成为普通完全中学，2004年整体搬迁，并于2010年6月被浦东新区教育局批准为区实验性示范性高中。